# Carlos Humberto Reyes
Carlos Humberto Reyes Pineda (10 de julio de 1941, San Pedro Sula) es líder del Sindicato de lndustria de la Bebida y Similares (STIBYS) en Honduras, coordinador del Frente Nacional de Resistencia Popular y fue candidato independiente para las elecciones presidenciales de Honduras de 2009 antes de retirarse el 9 de noviembre. Fue herido por las fuerzas de seguridad durante las manifestaciones del 30 de julio de 2009.

## Biografía
Nació el 10 de julio de 1941, en la ciudad de San Pedro Sula, en Honduras. Su madre fue Juliana Reyes, quien trabajó durante años en la industria del tabaco, y su padre fue Luis Napoleón Pineda, quien era originario de San Francisco de Ojuera, Santa Bárbara. Estudió economía en la Universidad Nacional Autónoma de Honduras, posteriormente obtuvo un doctorado en la Universidad Estatal M.V. Lomonósov de Moscú. Durante 1954, fungió como tesorero de la Cruz Roja Hondureña. En 1959, empezó a trabajar en la Cervecería Hondureña, y ahí formó parte de la junta directiva de la STIBYS por primera vez.

## Candidatura presidencial
Carlos H. Reyes fue candidato independiente en las elecciones presidenciales de 2009 en Honduras, que se llevaron a cabo el 29 de noviembre de 2009.
Una misión internacional de derechos humanos que incluía, entre otros, a Nora Cortiñas de Madres de Plaza de Mayo, informó que Carlos Humberto Reyes resultó herido el 30 de julio de 2009 cuando "el ejército y las fuerzas especiales de la Policía Nacional de Honduras atacaron a miles de manifestantes pacíficos , con armas de fuego, proyectiles de madera y caucho y además de gases lacrimógenos, lanzados incluso desde helicópteros ".
El 9 de noviembre de 2009, luego de una reunión nacional de líderes del Frente Nacional de Resistencia Popular, Reyes declaró el retiro de su candidatura, por no legitimar el golpe de Estado y elecciones fraudulentas. Los periódicos hondureños Diario Tiempo y La Tribuna mostraron la mano derecha de Reyes enyesada.